# Chiesa di San Pietro Apostolo (Cavenago d'Adda)
La chiesa di San Pietro Apostolo è la parrocchiale di Cavenago d'Adda, in provincia e diocesi di Lodi; fa parte del vicariato di Casalpusterlengo.

## Storia
La prima citazione della pieve di Cavenago risale al XII secolo e da un documento del 1261 s'apprende che aveva alle sue dipendenze le cappelle di Bertonico, Turano Lodigiano, Melegnanello, Castiglione, Mairago, Cassino e Caviaga, alle quali s'aggiungono alcuni oratori ubicati in località sconosciute oppure scomparse col tempo.
Grazie alla Descriptio del 1619 s'apprende che a servizio della cura d'anime v'erano il parroco e tre canonici, che la pieve, che era a capo di un vicariato, aveva come filiali gli oratori della Beata Vergine Annunciata, di San Giovanni Battista, di Sant'Antonio e di Santa Chiara e che il numero dei fedeli era pari a 1322.
L'11 luglio 1684 il parroco don Camillo Dossena inoltrò al vescovo Bartolomeo Menatti la richiesta di poter sopraelevare il tetto dell'edificio di cinque braccia.
All'inizio del XIX secolo la parrocchiale versava in cattive condizioni a causa soprattutto dell'umidità che comprometteva le strutture murarie; nel 1834 l'ingegnere Paolo Destefani, inviato dalla delegazione provinciale, riscontrò che nessun restauro avrebbe potuto sanare tali danni.
Così, l'antica chiesa fu demolita sotto la supervisione dell'architetto Vittore Vittori nell'arco di nove mesi a partire dal giugno del 1845; la prima pietra della nuova parrocchiale venne posta il 2 marzo 1846 e i lavori terminarono nel 1847, mentre poi la consacrazione fu impartita il 29 giugno di quello stesso anno.
Nel 1911 si provvide a posare il nuovo pavimento e ad eseguire le decorazioni dell'interno; nella seconda metà del Novecento furono eseguiti ulteriori interventi di rimaneggiamento e di restauro.

## Descrizione

### Facciata
La facciata a salienti della chiesa, rivolta a nordovest, è suddivisa verticalmente in tre parti: quella centrale, coronato dal frontone, presenta il portale maggiore e una lunetta contenente un dipinto che ritrae una scena sacra, mentre quelle laterali sono precedute da un portico e caratterizzate dagli ingressi secondari.
Sulla facciata si innesta il campanile a pianta quadrata, la cui cella presenta su ogni lato una bifora ed è coronata dalla guglia a base circolare.

### Interno
L'interno dell'edificio è suddiviso da pilastri, sorreggenti archi a tutto sesto, in tre navate, voltate a crociera, sulle laterali delle quali si affacciano due cappelle; al termine dell'aula si sviluppa il presbiterio, rialzato di due gradini e chiuso dall'abside di forma semicircolare.